# Потери самолётов США над Северным Вьетнамом в 1972—1973 годах
В данном списке перечислены американские самолёты, потерянные при выполнении боевых заданий над Северным Вьетнамом в ходе Вьетнамской войны в 1972-1973 годах. Приведены только потери, удовлетворяющие следующим условиям:
- потеря является безвозвратной, то есть самолёт уничтожен или списан из-за полученных повреждений;
- потеря понесена по боевым или небоевым причинам в регионе Юго-Восточной Азии (включая Северный Вьетнам, Южный Вьетнам, Лаос, Камбоджу, Таиланд, Японию, Китай) и связана с боевыми операциями против Северного Вьетнама (Демократической Республики Вьетнам);
- потерянный самолёт состоял на вооружении Военно-воздушных сил, Военно-морских сил, Корпуса морской пехоты или Армии Соединённых Штатов Америки;
- потеря произошла в период с 1972 по 1973 год.

Список составлен на основе открытых источников. Приведённая в нём информация может быть неполной или неточной, а также может не соответствовать официальным данным министерств обороны США и СРВ. Тем не менее, в нём перечислены почти все самолёты, члены экипажей которых погибли или попали в плен. Неполнота связана в основном с теми самолётами, члены экипажей которых были эвакуированы поисково-спасательными службами США, а также с самолётами, потерянными вне пределов Северного Вьетнама (в этом случае не всегда возможно определить, была ли потеря связана с операциями именно против этой страны).
Список не затрагивает потери американской авиации, понесённые в операциях против целей на территории Южного Вьетнама, Лаоса и Камбоджи. Список составлялся без использования данных монографии Кристофера Хобсона «Vietnam Air Losses».

## Потери в 1972 году

### Февраль
4 февраля
- A-7E «Корсар» II (номер 156870, ВМС США). Самолёт потерян над водой. Пилот погиб.

16 февраля
- F-4D «Фантом» II (сер. номер 66-7601, 25-я тактическая истребительная эскадрилья ВВС США). Самолёт сбит двумя зенитными ракетами севернее ДМЗ. Экипаж катапультировался и попал в плен.

17 февраля
- F-4D «Фантом» II (432-е тактическое истребительное крыло ВВС США). Самолёт сбит с земли в 15 милях западнее Винь во время поиска пилотов F-105. Пилот погиб; бортоператор катапультировался и попал в плен.
- F-105G «Тандерчиф» (сер. номер 63-8333, 17-я эскадрилья преодоления ПВО ВВС США). Самолёт выполнял миссию «Iron Hand» в 13 милях севернее ДМЗ. Подбит зенитной ракетой (по другим данным, зенитным огнём). Экипаж катапультировался в 4 милях от берега и попал в плен.

### Апрель
2 апреля
EB-66C сер. номер 54-0466 сбит зенитной ракетой над северной частью Южного Вьетнама весь экипаж за исключением штурмана погиб
6 апреля
- A-7E «Корсар» II (номер 157590, 22-я штурмовая эскадрилья ВМС США). Самолёт в составе пары выполнял миссию вооружённой разведки в 5 милях южнее Донгхой. Сбит ЗРК на малой высоте. Пилот (командир 15-го авианосного крыла) погиб.
- A-7E «Корсар» II (номер 158006, 195-я штурмовая эскадрилья ВМС США). Самолёт выполнял миссию вооружённой разведки и сбит ЗРК. Пилот катапультировался и спасен.

13 (12?) апреля
- EA-6A «Интрудер» (номер 155677, 1-я смешанная разведывательная эскадрилья КМП США (VMCJ-1)). Самолёт участвовал в налете на объекты в районе Ханоя-Хайфона. Пропал в 100 милях от берега по пути домой после выполнения задания (возможно сбит ЗА или ЗРК). Экипаж погиб.

15 апреля
- F-4D «Фантом» II (сер. номер 66-0324, 421-я тактическая истребительная эскадрилья ВВС США). Самолёт сбит ЗРК при выполнении миссии вооружённой разведки в 20 милях северо-западнее Винь-Бинь возле Донгхой. Пилот погиб; бортоператор катапультировался и попал в плен.

16 апреля
- F-105G «Тандерчиф» (сер. номер 63-8342, 17-я тактическая истребительная эскадрилья ВВС США). Самолёт сбит ЗРК над гаванью Хайфона во время первого рейда в этом районе с начала возобновления бомбардировок. Экипаж погиб.
- A-7E «Корсар» II (номер 156860, 94-я штурмовая эскадрилья ВМС США). Самолёт сбит ЗРК. Пилот катапультировался и спасен.

20 апреля
- RF-4C «Фантом» II (сер. номер 68-0598, 14-я тактическая разведывательная эскадрилья ВВС США). Самолёт сбит ЗРК в RP-1. Экипаж катапультировался; пилот попал в плен, бортоператор спасен.

21 апреля
- F-4D «Фантом» II (сер. номер 66-7494, 334-я тактическая истребительная эскадрилья ВВС США). Самолёт сбит ЗРК. Экипаж катапультировался и спасен.

27 апреля
- F-4B «Фантом» II (номер 153025, 51-я истребительная эскадрилья ВМС США). Самолёт выполнял полёт в составе пары F-4. Сбит ракетой МиГ-21 пилот Хоанг Куок Данг 921-й авиаполк, что зафиксировано обеими сторонами. Экипаж катапультировался и попал в плен.

### Май
1 мая
- A-7E «Корсар» II (номер 156888, 94-я штурмовая эскадрилья ВМС США). Самолёт сбит ЗРК. Пилот катапультировался над водой и спасен.

3 мая
- F-4E «Фантом» II (сер. номер 69-7221, 25-я тактическая истребительная эскадрилья ВВС США). Самолёт в роли «Fast FAC» сбит 37-мм орудием севернее ДМЗ. Экипаж катапультировался и попал в плен.
- A-6A «Интрудер» (номер 155709, 224-я  всепогодная штурмовая эскадрилья ВМС США). Самолёт сбит возле Рон, провинция Куанг-Бинь. Экипаж погиб.

6 мая
- A-7E «Корсар» II (номер 156879, 22-я штурмовая эскадрилья ВМС США). Самолёт в составе пары участвовал в миссии вооружённой разведки. Сбит зенитной ракетой во время атаки ЗРК в районе Куанг-Кхе. Пилот погиб.

7 мая
- RA-5C «Виджилент» (номер 151618, 7-я разведывательно-штурмовая эскадрилья ВМС США (RVAH-1)). Самолёт сбит в 10 милях севернее Тханьхоа (очевидно, ЗА). Экипаж катапультировался и попал в плен.

8 мая
- A-7E «Корсар» II (94-я штурмовая эскадрилья ВМС США). Самолёт сбит ЗА, упал в море в районе Хайфона. Пилот катапультировался и спасен.

10 мая
- F-4E «Фантом» II (сер. номер 67-0386, 13-я я тактическая истребительная эскадрилья ВВС США). По американской версии, самолёт сбит в бою с МиГ-19. Экипаж погиб.
- F-4D «Фантом» II (сер. номер 65-0784, 432-е тактическое истребительное крыло ВВС США). Самолёт выполнял воздушное патрулирование и сбит МиГ-19 возле Йен-Бай. Бортоператор катапультировался и спасен; пилот погиб.
- F-4J «Фантом» II (номер 155797, 92-я истребительная эскадрилья ВМС США). Самолёт выполнял миссию подавления ПВО аэродрома Гуан-Ланг возле Хай-Дуонг. Сбит 85-мм зенитным орудием во время воздушного боя. Экипаж катапультировался; бортоператор попал в плен, пилот погиб.
- F-4J «Фантом» II (номер 155800, 96-я истребительная эскадрилья ВМС США). Самолёт пилотировал экипаж асов: пилот Рэндалл Каннингхэм и бортоператор Вилли Дрисколл. Сбит ЗРК над водой. Экипаж катапультировался и спасен.

11 мая
- F-4D «Фантом» II (сер. номер 66-0230, 555-я тактическая истребительная эскадрилья ВВС США). Самолёт сбит ракетой МиГ-21 (по американским данным). Экипаж катапультировался и попал в плен.
- F-105G «Тандерчиф» (сер. номер 62-4424, 17-я эскадрилья преодоления ПВО ВВС США). Самолёт атакован шестью зенитными ракетами и МиГами сзади и сбит (по американским данным, ракетой с МиГ-21) в 25 милях юго-западнее Ханоя. Экипаж катапультировался и попал в плен.
- F-105G «Тандерчиф» (сер. номер 62-4443, 17-я эскадрилья преодоления ПВО ВВС США). Самолёт сбит ракетой AIM-9; экипаж катапультировался над водой и спасен.

17 мая
- A-7E «Корсар» II (номер 158015, 147-я штурмовая эскадрилья ВМС США). Самолёт подбит 37-мм зенитным орудием во время атаки зенитной позиции в 20 милях северо-западнее Донгхой, упал в море. Пилот катапультировался и спасен.

18 мая
- F-4D «Фантом» II (421-я тактическая истребительная эскадрилья ВВС США). Самолёт потерян возле Кеп, провинция Ха-Бак. Экипаж погиб.

19 мая
- A-7B «Корсар» II (номер 154541, 56-я штурмовая эскадрилья ВМС США). Самолёт сбит ЗА во время атаки зенитных позиций возле Ха-Тинь. Пилот катапультировался и попал в плен.

20 мая
- F-4D «Фантом» II (сер. номер 65-0600, 555-я тактическая истребительная эскадрилья ВВС США). Самолёт в составе звена выполнял миссию боевого воздушного патрулирования и сбит МиГ-21 (по американским данным). Пилот катапультировался и попал в плен, бортоператор спасен.

23 мая
- F-4D «Фантом» II (сер. номер 66-8726, 435-я тактическая истребительная эскадрилья ВВС США). Самолёт выполнял миссию FAC и сбит над Намдинь истребителем МиГ-21 пилот Нгуен Дук Соат, 927-й авиаполк, по американским данным потеря отнесена к средствам ПВО. Экипаж катапультировался и попал в плен.
- A-7B «Корсар» II (номер 154405, 93-я штурмовая эскадрилья ВМС США). Самолёт в составе пары выполнял миссию по подавлению радаров ЗРК в районе Намдинь. Сбит МиГ-21 пилот Нгуен Дук Соат, 927-й авиаполк, по американским данным – ЗРК, хотя достоверных подтверждений американской версии нет. Пилот погиб.

24 мая
- F-8J «Крусейдер» (номер 150311, 24-я истребительная эскадрилья ВМС США). Самолёт сбит в районе Хайфона, по американским данным – МиГ-21, вьетнамские источники не подтверждают это. Пилот катапультировался и попал в плен.
- A-7E «Корсар» II (номер 156877, 94-я штурмовая эскадрилья ВМС США). Самолёт сбит зенитной ракетой во время атаки позиций ЗРК в 8 милях северо-восточнее Хайфона, упал в море. Пилот катапультировался и спасен (ранее уже был один раз сбит).

25 мая
- A-4F «Скайхок» (номер 155045, 212-я штурмовая эскадрилья ВМС США). Самолёт сбит ЗА в районе Винь. Пилот погиб.

27 мая
- A-4F «Скайхок» (номер 155048, 55-я штурмовая эскадрилья ВМС США). Самолёт в составе пары выполнял миссию по подавлению ЗРК во время большого налета. Сбит ЗА в 14 милях южнее Винь. Пилот катапультировался и попал в плен.

29 мая
- A-6A «Интрудер» (номер 155650, 224-я  всепогодная штурмовая эскадрилья ВМС США). Самолёт подбит ЗА на подлете к железнодорожному депо Уонг-Би, упал в море. Экипаж катапультировался и спасен.

30 мая
- A-7B «Корсар» II (номер 154405, 73-я штурмовая эскадрилья ВМС США). Самолёт сбит ЗРК над Северным Вьетнамом. Пилот погиб.

### Июнь
1 июня
- F-4E «Фантом» II (сер. номер 69-7299, 308-я тактическая истребительная эскадрилья ВВС США). Самолёт поврежден зенитной ракетой южнее Йен-Бай, разбился возле авиабазы Удорн (Таиланд). Экипаж катапультировался и спасен.

6 июня
- F-4D «Фантом» II (сер. номер 66-0232, 523-я тактическая истребительная эскадрилья ВВС США). Самолёт в составе звена выполнял боевое воздушное патрулирование северо-западнее Ханоя. Сбит ЗРК возле аэродрома Йен-Бай после окончания миссии. Экипаж погиб.

7 июня
- RA-5C «Виджилент» (номер 156616, 7-я разведывательно-штурмовая эскадрилья ВМС США (RVAH-1)). Самолёт сбит ЗРК в районе Хайфона, упал в море. Экипаж катапультировался и спасен.

8 июня
- F-4E «Фантом» II (сер. номер 67-0303, ВВС США). Самолёт потерян над ДМЗ. Экипаж попал в плен.

11 июня
- A-6A «Интрудер» (номер 154145, 224-я  всепогодная штурмовая эскадрилья ВМС США). Самолёт сбит огнём с земли и упал в озеро возле Нам-Динь, провинция Нам-Ха. Пилот погиб; бортоператор катапультировался и попал в плен.

13 июня
- F-4E «Фантом» II (сер. номер 67-0365, 308-я тактическая истребительная эскадрилья ВВС США). Самолёт сбит ракетой в бою с МиГом. Экипаж катапультировался и попал в плен.

14 (13?) июня
- A-7A «Корсар» II (номер 153206, 37-я штурмовая эскадрилья ВМС США). Самолёт сбит ЗРК над водой. Пилот погиб.

16 июня
- RF-8G «Крусейдер» (номер 145613, 63-я разведывательная эскадрилья ВМС США (VFP-63)). Самолёт сбит 37-мм зенитным орудием, выполняя разведку над мостом Тханьхоа. Пилот катапультировался и спасен.

17 июня
- A-7E «Корсар» II (номер 157531, 192-я штурмовая эскадрилья ВМС США). Самолёт выполнял боевое патрулирование в рамках поисково-спасательной операции южнее Тханьхоа и подбит двумя зенитными ракетами. Пилот катапультировался возле авианосца и спасен.

18 июня
- A-7E «Корсар» II (номер 153230, 105-я штурмовая эскадрилья ВМС США). Самолёт предположительно сбит. Пилот погиб.
- F-4J «Фантом» II (номер 157273, 213-я тактическая истребительная эскадрилья ВМС США). Самолёт выполнял разведывательную миссию и поврежден малокалиберной ЗА над островом Хон-Ньеу. Экипаж катапультировался возле авианосца и спасен.

21 июня
- F-4E «Фантом» II (сер. номер 69-0282, 334-я тактическая истребительная эскадрилья ВВС США). Самолёт сбит МиГ-21 (по утверждению пилота) в 40 милях северо-западнее Ханоя. Экипаж катапультировался и попал в плен.

24 июня
- F-4C «Фантом» II (сер. номер 66-0315, 421-я тактическая истребительная эскадрилья ВВС США). Самолёт сбит в бою с МиГ-21 над провинцией Винь-Фу. Экипаж катапультировался и попал в плен.
- F-4D «Фантом» II (сер. номер 66-7636, 433-я тактическая истребительная эскадрилья ВВС США). Самолёт сбит ракетой вьетнамского МиГ-21 в воздушном бою над провинцией Нгиа-Ло (по американским данным и заявлению ДРВ). Пилот катапультировался и попал в плен; бортоператор погиб.

25 июня
- A-7E «Корсар» II (номер 157437, 22-я штурмовая эскадрилья ВМС США). Самолёт сбит ЗРК над провинцией Нге-Ан. Пилот погиб.

27 июня
- F-4E «Фантом» II (сер. номер 67-0243, 308-я тактическая истребительная эскадрилья ВВС США). Самолёт сбит. Экипаж катапультировался и попал в плен.
- F-4E «Фантом» II (сер. номер 68-0314, 308-я тактическая истребительная эскадрилья ВВС США). Бортоператор попал в плен, пилот погиб.
- F-4E «Фантом» II (сер. номер 69-7271, 4-я тактическая истребительная эскадрилья ВВС США). Звено F-4 выполняло боевое воздушное патрулирование в 70 км западнее Ханоя, прикрывая поисково-спасательную миссию. Самолёты атакованы парой МиГов, и два F-4 сбиты ракетами. Экипаж катапультировался; пилот спасен, бортоператор попал в плен.
- F-4E «Фантом» II (сер. номер 69-7296, 4-я тактическая истребительная эскадрилья ВВС США). Звено F-4 выполняло боевое воздушное патрулирование в 70 км западнее Ханоя, прикрывая поисково-спасательную миссию. Самолёты атакованы парой МиГов, и два F-4 сбиты ракетами. Экипаж катапультировался; пилот спасен, бортоператор попал в плен.

### Июль
1 июля
- F-4E «Фантом» II (сер. номер 67-0277, 469-я тактическая истребительная эскадрилья ВВС США). Самолёт сбит двумя зенитными ракетами над аэродромом Кеп. Экипаж катапультировался и попал в плен.

3 июля
- F-4E «Фантом» II (сер. номер 69-0289, 13-я тактическая истребительная эскадрилья ВВС США). Самолёт выполнял миссию Fast FAC и сбит в 70 милях северо-западнее Донгхой. Бортоператор катапультировался и попал в плен, пилот погиб.

4 (5?) июля
- F-4D «Фантом» II (сер. номер 66-7680, 433-я тактическая истребительная эскадрилья ВВС США). Самолёт подбит ЗРК восточнее Кеп. Экипаж катапультировался над морем и спасен.

5 июля
- F-4E «Фантом» II (сер. номер 67-0339, 469-я тактическая истребительная эскадрилья ВВС США). Самолёт находился в составе группы из 16 самолётов. Сбит ракетой с вьетнамского МиГ-21 в 35 милях северо-восточнее Ханоя. Экипаж катапультировался и попал в плен.
- F-4E «Фантом» II (469-я тактическая истребительная эскадрилья ВВС США). Самолёт сбит ракетой. Экипаж катапультировался и попал в плен.

8 июля
- F-4E «Фантом» II (сер. номер 69-7563, ВВС США). Сбит истребителем МиГ-21.

9 июля
- A-4F «Скайхок» (номер 154972, 212-я штурмовая эскадрилья ВМС США). Самолёт в составе пары выполнял миссию вооружённой разведки над провинцией Нинь-Бинь. Сбит ЗА. Пилот погиб.

10 июля
- F-4D «Фантом» II (сер. номер 66-7707, 25-я тактическая истребительная эскадрилья ВВС США). Самолёт загорелся на взлете во время вылета на ДРВ и сгорел в конце ВПП. Экипаж успел покинуть машину и выжил.
- F-4J «Фантом» II (номер 155803, 103-я истребительная эскадрилья ВМС США). Самолёт сбит истребителем МиГ-17. Экипаж катапультировался и попал в плен.

11 июля
- A-4F «Скайхок» (номер 155046, 55-я штурмовая эскадрилья ВМС США). Самолёт сбит ЗРК возле Ханоя. Пилот катапультировался и попал в плен.

12 июля
- F-4E «Фантом» II (сер. номер 69-0302, 334-я тактическая истребительная эскадрилья ВВС США). Самолёт пропал северо-западнее Донгхой (как выяснилось, упал в водохранилище), выполняя задачу FAC. Экипаж погиб.

17 июля
- A-7B «Корсар» II (номер 154521, 155-я штурмовая эскадрилья ВМС США). Самолёт в составе пары выполнял ночную разведывательную миссию возле Винь. Подбит ЗА и упал в воду в 5 км от берега  возле острова Хон-Ньеу. Пилот погиб.

20 июля
- F-4D «Фантом» II (сер. номер 66-0265, 35-я тактическая истребительная эскадрилья ВВС США). Самолёт сбит ЗА возле острова Хонгай. Экипаж катапультировался и спасен.
- SR-71A «Блэкбёд» (сер. номер 61-7978, 9-е стратегическое разведывательное крыло ВВС США). Самолёт потерпел аварию при посадке в Кадене (Япония) после разведполета над ДРВ. Экипаж не пострадал, самолёт списан.

22 июля
- RF-8G «Крусейдер» (номер 146873, 63-я разведывательная эскадрилья ВМС США (VFP-63)). Самолёт сбит ЗА. Пилот катапультировался и попал в плен.

23 июля
- A-7B «Корсар» II (номер 154531, 56-я штурмовая эскадрилья ВМС США). Самолёт сбит над провинцией Тхай-Бинь в 25 милях южнее Хайфона. Пилот погиб.

24 июля
- F-4 «Фантом» II (ВВС США). Самолёт потерян над гаванью Хайфона возле острова Катби. Экипаж катапультировался и спасен.

29 июля
- F-105G «Тандерчиф» (сер. номер 63-8347, 17-я эскадрилья преодоления ПВО ВВС США). Самолёт сбит зенитным огнём и упал в море, экипаж спасён.
- F-4E «Фантом» II (сер. номер 66-0367, 4-я тактическая истребительная эскадрилья ВВС США). Самолёт сбит. Экипаж попал в плен.

30 июля
- F-4D «Фантом» II (сер. номер 66-7576, 435-я тактическая истребительная эскадрилья ВВС США). Самолёт сбит ЗРК во время рейда в районе Ханоя. Экипаж катапультировался и попал в плен.

31 июля
- A-7A «Корсар» II (номер 153193, 105-я штурмовая эскадрилья ВМС США). Самолёт упал в воду после запуска с авианосца. Пилот катапультировался и спасен.

### Август
6 августа
- A-7A «Корсар» II (номер 153147, 105-я штурмовая эскадрилья ВМС США). Самолёт сбит ЗРК в районе Винь в ходе ночного вылета. Пилот катапультировался и спасен (самая глубокая спасательная операция в ДРВ с 1968).
- A-7B «Корсар» II (номер 154508, 56-я штурмовая эскадрилья ВМС США). Самолёт выполнял миссию подавления ЗРК и сбит зенитной ракетой над Хайфоном. Пилот катапультировался и попал в плен.

12 августа
- F-8J «Крусейдер» (ВМС США). Самолёт потерян над водой в 75 милях от острова Хайнань. Пилот погиб.

13 августа
- RF-4C «Фантом» II (сер. номер 68-0604, 14-я тактическая разведывательная эскадрилья ВВС США). Самолёт сбит ЗА над ДМЗ в 10 милях юго-западнее Винь-Линь. Экипаж катапультировался; пилот попал в плен, бортоператор погиб.

16 августа
- F-4J «Фантом» II (номер 157262, 114-я истребительная эскадрилья ВМС США). Самолёт эскортировал A-6 в ночном рейде в районе Хайфона и сбит ЗРК возле Хонгай. Экипаж погиб.

17 августа
- A-7A «Корсар» II (номер 153207, 37-я штурмовая эскадрилья ВМС США). Самолёт сбит ЗРК. Пилот катапультировался и попал в плен.

19 августа
- RF-4C «Фантом» II (сер. номер 69-0355, 14-я тактическая разведывательная эскадрилья ВВС США). Самолёт сбит ЗРК в RP-6A. Пилот погиб, бортоператор катапультировался и попал в плен.

20 августа
- A-6A «Интрудер» (номер 157018, 52-я  штурмовая эскадрилья ВМС США). Самолёт выполнял одиночный ночной удар по перегрузочной точке в Да-Мон-Той возле Камфа и не вернулся с задания (возможно, сбит ЗА). Экипаж погиб.

25 августа
- F-4B «Фантом» II (номер 153020, 161-я истребительная эскадрилья ВМС США). Самолёт выполнял миссию боевого воздушного патрулирования. Сбит ЗРК в 24 милях юго-западнее Хайфона. Экипаж катапультировался и попал в плен.
- F-4D «Фантом» II (сер. номер 66-7482, ВВС США). Самолёт подбит 37-мм зенитным орудием в 30 милях севернее Хайфона. Экипаж катапультировался над водой и спасен.

26 августа
- F-4J «Фантом» II (номер 155811, 232-я истребительно-штурмовая эскадрилья КМП США). Самолёт входил в состав пары в районе города Соп Хоа (Лаос) у границы с Северным Вьетнамом и был сбит МиГ-21 пилот Нгуен Дук Соат, 927-й авиаполк, что зафиксировано обеими сторонами. Экипаж катапультировался; бортоператор спасен, пилот погиб. Единственный самолёт КМП, сбитый в воздушном бою во Вьетнамской войне.

27 августа
- F-4B «Фантом» II (номер 151013, 151-я истребительная эскадрилья ВМС США). Самолёт сбит ЗРК в ходе эскортирования фоторазведчика. Экипаж катапультировался и попал в плен.

### Сентябрь
6 сентября
- A-6A «Интрудер» (номер 155626, 75-я  штурмовая эскадрилья ВМС США). Самолёт сбит ЗРК возле Хайфона. Экипаж катапультировался; бортоператор попал в плен, пилот погиб.

7 сентября
- A-7B «Корсар» II (номер 154393, 93-я штурмовая эскадрилья ВМС США). Самолёт в составе пары выполнял разведывательную миссию в районе острова Хон-Ньеу. Подвергся удару молнии и пропал над водой в 18 милях восточнее Фу-Дьен-Чау, провинция Нге-Ан. Пилот погиб.

8 сентября
- F-4J «Фантом» II (номер 157302, 103-я истребительная эскадрилья ВМС США). Самолёт сбит 23-мм зенитным орудием. Экипаж катапультировался над морем и спасен.

10 сентября
- A-7C «Корсар» II (номер 156798, 82-я штурмовая эскадрилья ВМС США). Самолёт сбит ЗРК над Ханоем. Пилот погиб.

11 сентября
- F-4E «Фантом» II (сер. номер 69-0288, 335-я тактическая истребительная эскадрилья ВВС США). Самолёт сбит истребителем МиГ-21 возле Кеп в 40 милях северо-восточнее Ханоя. Экипаж катапультировался и попал в плен.
- F-4J «Фантом» II (номер 154784 или 155526, 333-я истребительно-штурмовая эскадрилья КМП США). Самолёт сбит ЗРК (перед этим одержал единственную воздушную победу КМП во Вьетнаме). Экипаж катапультировался и спасен.

12 сентября
- F-4E «Фантом» II (сер. номер 69-7266, 335-я тактическая истребительная эскадрилья ВВС США). Самолёт сбит северо-западнее Хайфона ракетой МиГ-21. Экипаж катапультировался и попал в плен.
- A-7A «Корсар» II (номер 153213, 37-я штурмовая эскадрилья ВМС США). Самолёт сбит ЗА. Пилот катапультировался над водой и спасен.

17 сентября
- A-6A «Интрудер» (номер 157028, 35-я  штурмовая эскадрилья ВМС США). Самолёт выполнял миссию вооружённой разведки в районе Хай-Дуонг. Сбит ЗА в 8 милях западнее города. Экипаж погиб.
- F-105G «Тандерчиф» (сер. номер 63-8360, 17-я эскадрилья преодоления ПВО ВВС США). Самолёт выполнял разведку севернее Хайфона. Подбит ЗА. Экипаж погиб.

19 сентября
- A-7E «Корсар» II (номер 158653, 192-я штурмовая эскадрилья ВМС США). Самолёт подбит 23-мм зенитным орудием при заходе на мост Нинь-Кса. Пилот катапультировался над морем и спасен.

22 сентября
- RF-4C «Фантом» II (сер. номер 69-0351, 14-я тактическая разведывательная эскадрилья ВВС США). Самолёт сбит ЗА в RP-1. Экипаж катапультировался и спасен.

28 сентября
- F-111A (сер. номер 67-0078, 429-я тактическая истребительная эскадрилья ВВС США). Самолёт пропал в 10 милях юго-западнее Йен-Бай во время первой боевой миссии F-111 после возвращения самолётов этого типа в ЮВА. Экипаж погиб. По некоторым данным, самолёт пропал в Лаосе, но ДРВ подтверждала, что он сбит возле Йен-Бай.

29 сентября
- F-105G «Тандерчиф» (сер. номер 63-8302, 17-я эскадрилья преодоления ПВО ВВС США). Самолёт сбит ЗРК в 23 милях северо-восточнее Ханоя, в районе Фук-Йен. Экипаж катапультировался и попал в плен, бортоператор умер в плену.

### Октябрь
5 октября
- F-4D «Фантом» II (сер. номер 66-8738, 335-я тактическая истребительная эскадрилья ВВС США). Самолёт сбит (согласно американскому источнику, МиГ-21). Экипаж катапультировался и попал в плен.

5 (6?) октября
- F-4E «Фантом» II (сер. номер 69-0287, 435-я тактическая истребительная эскадрилья ВВС США). Самолёт сбит ЗА возле Донгхой, выполняя миссию «Fast FAC». Экипаж катапультировался и попал в плен.

6 октября
- F-4E «Фантом» II (сер. номер 69-7548, 25-я тактическая истребительная эскадрилья ВВС США). Самолёт сбит ЗРК возле цели в районе Сон-Тэй северо-западнее Ханоя. Экипаж катапультировался; бортоператор попал в плен, пилот погиб.

10 октября
- F-4E «Фантом» II (сер. номер 67-0254, 523-я тактическая истребительная эскадрилья ВВС США). Самолёт выполнял роль передового авианаводчика над провинцией Куанг-Бинь. Пропал после выполнения задания над границей в районе Рон. Экипаж погиб.

12 октября
- A-6A «Интрудер» (номер 155700, 533-я  всепогодная штурмовая эскадрилья КМП США). Самолёт исчез в 15 милях западнее Донгхой в ходе выполнения ночной миссии вооружённой разведки. Экипаж погиб.
- F-4E «Фантом» II (сер. номер 69-0276, 469-я тактическая истребительная эскадрилья ВВС США). Самолёт сбит истребителем МиГ-21 в 50 милях северо-восточнее Ханоя. Экипаж катапультировался и попал в плен.

16 октября
- F-111A (сер. номер 67-0066, 429-я тактическая истребительная эскадрилья ВВС США). Самолёт потерян во время миссии против железнодорожного моста возле Фук-Йен (провинция Бак-Тхай). Вероятно, сбит ЗРК. Экипаж погиб.

24 (29?) октября
- A-6A «Интрудер» (номер 155705, 115-я штурмовая эскадрилья ВМС США). Самолёт потерян в инциденте во время ночной посадки на авианосец. При посадке оторвалась одна из основных опор шасси, самолёт врезался в F-4B на палубе, что привело к пожару, в результате которого погибло несколько человек. Пилот выжил, бортоператор погиб.

27 октября
- F-4E «Фантом» II (сер. номер 69-7273, 335-я тактическая истребительная эскадрилья ВВС США). Самолёт в составе пары выполнял миссию передового наведения и подбит 23-мм орудием над RP-I. Экипаж катапультировался над морем и спасен.
- A-7C «Корсар» II (номер 156775, 86-я штурмовая эскадрилья ВМС США). Самолёт выполнял миссию подавления ЗРК и сбит зенитной ракетой в 5 милях западнее Тханьхоа. Пилот погиб.

29 октября
- A-7C «Корсар» II (номер 156762, 86-я штурмовая эскадрилья ВМС США). Самолёт сбит ЗА возле провинции Нге-Ан. Пилот катапультировался над водой и попал  плен, где умер.

### Ноябрь
2 ноября
- A-7E «Корсар» II (номер 157530, 192-я штурмовая эскадрилья ВМС США). Самолёт подбит ЗА во время нанесения удара по железнодорожному мосту Тап-Фук. Пилот катапультировался над водой и спасен.

6 ноября
- A-7B «Корсар» II (номер 154540, 56-я штурмовая эскадрилья ВМС США). Самолёт в составе пары выполнял разведывательную миссию над провинцией Нге-Ан. Сбит 23-мм зенитным орудием; пилот погиб.

7 ноября
- F-111A (сер. номер 67-0063, 474-е тактическое истребительное крыло ВВС США). Самолёт потерян над провинцией Кхаммуан в Лаосе, хотя первоначально сообщалось, что в ДРВ (летчики числятся пропавшими в ДРВ). Экипаж погиб.

10 ноября
- A-7A «Корсар» II (номер 153161, 37-я штурмовая эскадрилья ВМС США). Самолёт сбит над провинцией Куанг-Бинь. Пилот погиб.
- A-7B «Корсар» II (номер 154506, 93-я штурмовая эскадрилья ВМС США). Самолёт сбит ЗА. Пилот катапультировался и спасен.

16 ноября
- F-105G «Тандерчиф» (сер. номер 63-8359, 561-я тактическая истребительная эскадрилья ВВС США). Самолёт сбит средствами ПВО в RP-3. Экипаж катапультировался и спасен. Последняя потеря F-105 в Индокитае.

22 ноября
- B-52D «Стратофортресс» (сер. номер 55-0110, ВВС США). Самолёт подбит ЗРК в районе Винь. Все члены экипажа катапультировались в районе Накхон-Фаном (Таиланд) и спасены. Первая боевая потеря B-52 во Вьетнаме.

28 ноября
- A-6A «Интрудер» (номер 155622, 75-я штурмовая эскадрилья ВМС США). Самолёт упал в воду после ночного старта с авианосца. Пилот погиб, бортоператор выжил.

### Декабрь
2 декабря
- A-7D «Корсар» II (сер. номер 71-0312, 353-я тактическая истребительная эскадрилья ВВС США). Самолёт выполнял сопровождение вертолётов в районе перевала Бартельми в 95 милях северо-западнее Винь. Исчез в облачности. Пилот погиб.

9 декабря
- RF-4C «Фантом» II (сер. номер 68-0597, 14-я тактическая разведывательная эскадрилья ВВС США). Самолёт под прикрытием звена F-4 выполнял разведку накануне операции Linebacker II. Сбит ЗРК южнее Нгай-Хунг в провинции Нге-Ан (RP-3). Экипаж катапультировался; бортоператор попал в плен, пилот погиб.

18 декабря
- F-111A (сер. номер 67-0099, 430-я тактическая истребительная эскадрилья ВВС США). Самолёт выполнял удар по Ханойскому международному радиопередатчику. Был сбит средствами ПВО и упал в воду возле Хоань-Донг после выполнения задания. Экипаж погиб.
- B-52G «Стратофортресс» (сер. номер 58-0201, 340-я бомбардировочная эскадрилья ВВС США). Самолёт в составе первой волны атаковал железнодорожную станцию Йен-Вьен в 2 милях севернее Ханоя. Сбит двумя зенитными ракетами перед сбросом бомб, упал в 10 милях северо-западнее Ханоя. Оба пилота и стрелок погибли, остальные три члена экипажа катапультировались и попали в плен.
- B-52G «Стратофортресс» (сер. номер 58-0246, 72-е стратегическое крыло ВВС США). Самолёт подбит ЗРК и разбился в Таиланде. Все 7 членов экипажа катапультировались и спасены.
- B-52D «Стратофортресс» (сер. номер 56-0608, 99-е бомбардировочное крыло ВВС США). Самолёт сбит ЗРК возле цели. В плен попали 4 члена экипажа, двое погибли.

19 декабря
- A-7C «Корсар» II (номер 156783, 82-я штурмовая эскадрилья ВМС США). Самолёт сбит зенитной ракетой во время атаки ЗРК в районе Хайфона. Пилот катапультировался и попал в плен.

20 декабря
- B-52D «Стратофортресс» (сер. номер 56-0622, 348-я бомбардировочная эскадрилья ВВС США). Самолёт получил незначительные повреждения от МиГа, затем поражен по крайней мере 1 зенитной ракетой (а вероятно – тремя) северо-восточнее Ханоя. Два члена экипажа катапультировались и попали в плен, остальные погибли.
- B-52G «Стратофортресс» (сер. номер 57-6481, 72-е стратегическое крыло ВВС США). Самолёт подбит ЗРК. Экипаж катапультировался над Таиландом и спасен.
- B-52G «Стратофортресс» (сер. номер 57-6496, 72-е стратегическое крыло ВВС США). Самолёт участвовал в налете на железнодорожное депо. Йен-Вьен. После сброса бомб поражен как минимум одной зенитной ракетой. Два члена экипажа погибли, остальные катапультировались и попали в плен.
- B-52G «Стратофортресс» (сер. номер 58-0169, 72-е стратегическое крыло ВВС США). Самолёт сбит ЗРК. Часть членов экипажа катапультировалась; один попал в плен, остальные погибли.
- B-52G «Стратофортресс» (сер. номер 58-0198, 72-е стратегическое крыло ВВС США). Самолёт сбит ЗРК после сброса бомб. 4 члена экипажа погибли, 3 катапультировались и попали в плен, где один из них умер.

20-21 декабря
- A-6A «Интрудер» (номер 155594, 196-я штурмовая эскадрилья ВМС США). Самолёт сбит (37-мм зенитное орудие или ЗРК) во время одиночного ночного вылета в районе Хайфона. Экипаж катапультировался и попал в плен.

21 декабря
- B-52D «Стратофортресс» (сер. номер 55-050, 43-е бомбардировочное крыло ВВС США). Самолёт сбит двумя ракетами возле Ханоя. Весь экипаж катапультировался и попал в плен.
- B-52D «Стратофортресс» (сер. номер 55-061, 96-е бомбардировочное крыло ВВС США). Самолёт сбит ЗРК во время налета на склад возле аэродрома Бак-Май в 50 милях северо-западнее Ханоя. Экипаж катапультировался; трое членов экипажа попали в плен, остальные погибли.
- B-52D «Стратофортресс» (сер. номер 56-669, 43-е бомбардировочное крыло ВВС США). Самолёт подбит ЗРК во время налета на железнодорожные депо в районе Ханоя. Экипаж катапультировался над Лаосом и спасен, за исключением командира экипажа, который погиб.

21-22 декабря
- A-6A «Интрудер» (номер 152946, 75-я штурмовая эскадрилья ВМС США). Самолёт пропал после нанесения удара по аэродрому Киен-Ан возле Хайфона (вероятно, сбит ЗА). Экипаж погиб.

22 декабря
- F-111A (сер. номер 67-0068, 429-я тактическая истребительная эскадрилья ВВС США). Самолёт выполнял атаку на ханойский порт в тёмное время суток вечером 22 декабря. Был подбит средствами ПВО после сброса бомб. Экипаж катапультировался в 53 милях западнее Ханоя и попал в плен.

23 декабря
- F-4J «Фантом» II (номер 153885, 333-я истребительно-штурмовая эскадрилья КМП США). Самолёт сбит 85-мм зенитным орудием. Экипаж катапультировался над водой и спасен.

24 декабря
- A-7E «Корсар» II (113-я штурмовая эскадрилья ВМС США). Самолёт в составе тройки выполнял задание по минированию канала Шато-Ренод в провинции Куанг-Нинь. Потерян при заходе на цель. Пилот погиб.

26 декабря
- B-52D «Стратофортресс» (сер. номер 56-0674, 96-е бомбардировочное крыло ВВС США). Самолёт сбит возле Ханоя после сброса бомб несколькими зенитными ракетами или двумя ракетами К-13 истребителя МиГ-21, пилот Фам Туан 921 ИАП. В плен попали 4 члена экипажа, двое погибли.
- B-52D «Стратофортресс» (сер. номер 56-0584, 22-е бомбардировочное крыло ВВС США). Самолёт подбит ЗРК при налёте на цели в Северном Вьетнаме, разбился в У-Тапао. 4 члена экипажа погибли, остальные выжили.

27 декабря
- B-52D «Стратофортресс» (сер. номер 56-0599, 7-е бомбардировочное крыло ВВС США). Самолёт подбит ЗРК при налёте на цели в Северном Вьетнаме, разбился в Лаосе. Экипаж катапультировался и спасен.
- B-52D «Стратофортресс» (сер. номер 56-0605, 7-е бомбардировочное крыло ВВС США). Самолёт участвовал в налете на железнодорожное депо Чунг-Куанг возле Ханоя. Сбит ЗРК перед сбросом бомб или ракетой К-13 истребителя МиГ-21, пилот Ву Суан Фэй (Vu Xuan Thieu) 921 ИАП, который также погиб. Экипаж катапультировался; четверо попали в плен, двое погибли.
- F-4E «Фантом» II (сер. номер 67-0292, 13-я тактическая истребительная эскадрилья ВВС США). Самолёт сбит истребителем МиГ-21. Экипаж катапультировался и попал в плен.
- F-4E «Фантом» II (сер. номер 67-0234, 4-я тактическая истребительная эскадрилья ВВС США). Самолёт выполнял боевое воздушное патрулирование. Сбит ракетой МиГ-21 в 40 милях северо-восточнее Ханоя. Экипаж катапультировался и попал в плен.
- A-6A «Интрудер» (номер 155666, 533-я всепогодная штурмовая эскадрилья КМП США). Самолёт пропал в ходе ночной миссии дорожной разведки. Экипаж погиб.

28 декабря
- RA-5C «Виджилент» (номер 156633, 7-я разведывательно-штурмовая эскадрилья ВМС США (RVAH-13)). Самолёт сбит истребителем МиГ-21. Пилот катапультировался и попал в плен, бортоператор погиб.

## Потери в 1973 году

### Январь
3 января
- B-52D «Стратофортресс» (сер. номер 55-056, 307-е стратегическое крыло ВВС США). Самолёт подбит ЗРК в районе Винь. Экипаж катапультировался над водой и спасен.

6 января
- A-7B «Корсар» II (ВМС США). Самолёт упал в воду после запуска с авианосца. Пилот погиб.

10 января
- A-6A «Интрудер» (номер 155693, 115-я штурмовая эскадрилья ВМС США). Самолёт в составе пары выполнял миссию по подавлению ЗРК в провинции Нге-Ан в 30 милях северо-западнее Винь, обеспечивая удар B-52. Вероятно, сбит зенитной ракетой. Экипаж погиб.

14 января
- F-4B «Фантом» II (номер 153068, 161-я истребительная эскадрилья ВМС США). Самолёт сбит 85-мм зенитным орудием. Экипаж катапультировался и спасен. Последний американский самолёт, сбитый над ДРВ.

## Общая статистика
По состоянию на 20 марта 2025 года в списке перечислены следующие потери:
| Самолёты             | #  |
| A-4                  | 4  |
| A-5                  | 3  |
| A-6                  | 14 |
| A-7                  | 36 |
| B-52                 | 17 |
| F-4                  | 63 |
| F-8                  | 4  |
| F-105                | 8  |
| F-111                | 5  |
| SR-71                | 1  |
| Итого: 155 самолётов |    |

Эти данные не являются полными и могут меняться по мере дополнения списка.